# ヘビー級
ヘビー級（ヘビーきゅう、英: heavyweight）は、ボクシングなどの格闘技で用いられる階級の1つ。ヘビーは「重い」の意。

## ボクシング
男子プロボクシングでの契約ウェートは、200ポンド (90.719kg) 以上。全17階級中最重量級の階級。
女子は主要4団体でもヘビー級の契約ウェートにばらつきがあり、IBFとWBOでは男子と同じ200ポンド (90.719kg) 以上がヘビー級となっているものの、WBCでは168ポンド (76.204kg) 以上をヘビー級としており、WBAではヘビー級を設置しておらず175ポンド (79.378kg) 以上をライトヘビー級とし、最重量階級となっている。
アマチュアボクシングでは、男子81 - 92kg、女子81kg超をヘビー級と定めており、男子ではさらに上にスーパーヘビー級が創設された。
男子プロボクシング初代世界王者はジョン・L・サリバン。後にジョー・ルイス、モハメド・アリ、マイク・タイソンらを輩出した。この階級の世界王座最多防衛記録はジョー・ルイス（アメリカ合衆国）の25度で、これは全階級を通じての最多記録。歴代の世界王者は米国の選手が多くを占めていたが、特に旧ソ連勢の躍進が目覚しく、2007年6月2日にシャノン・ブリッグスがWBO王座から陥落して以降、2015年1月17日にデオンテイ・ワイルダーがWBC王座に就くまでの約7年の間、アメリカ人は4団体のヘビー級世界王者から遠ざかっていた。またヘビー級は最重量級であるため世界最強の男のキャッチフレーズがつくことも多く、ファイトマネーも他の階級と比較して桁違いになることも多い。
2020年代に入り、ヘビー級と一部の重量帯が重なる新階級を導入する動きがあり、WBCでは2020年11月に200 - 224ポンド (90.719 - 101.604kg) を契約体重とする「ブリッジャー級」を新設したほか、WBAも2023年11月にブリッジャー級と同じ契約体重の「スーパークルーザー級」を新設した。

### 日本プロボクシングでの状況
過去から現在、日本人の平均的な体格は欧米人と比べて劣っていた。近年はバスケットボールユース代表にも、190cm台が珍しくなくなるなど、体格は向上してきているが、ことボクシングにおいては、ヘビー級選手の慢性的な不足に悩まされている。ボクシングが、日本国内でそれほど大きな人気を集めていない事情も手伝って、体格に恵まれた選手は大相撲、プロレス、柔道やバスケットボール、バレーボール、ラグビーユニオンなど、他の格闘技やスポーツに流れる傾向にあるためである。
過去にはJBCでもヘビー級王座が設けられていて、1957年に片岡昇が初代王者についたが、挑戦者が現れずコミッショナー預かりとなった。
1977年には逆輸入ヘビー級ボクサーとしてコング斉藤が国内デビューを果たし話題にもなったが、相手の無気力ボクシングやミドル級相手にKO負けなど評価は芳しくなかった。
1990年代にも、西島洋介山が「日本国内唯一のヘビー級選手」として注目されたものの、日本以外の試合を含めて実質はクルーザー級の選手だった。
日本のジム所属選手では輸入選手のオケロ・ピーターがOPBF東洋太平洋ヘビー級王座を獲得し、世界王座にも挑戦している。日本人では高橋良輔が、そのピーターが持っていたOPBF王座に挑戦している。しかし、選手不足は解消されていないため、国内では試合機会が恵まれず、竹原真敬のように国内ライセンスを放棄して海外に活躍の場を求める選手も少なくない。
2009年9月度よりスーパーミドル級からクルーザー級までの3階級がJBCでも新設されると同時にヘビー級ランキングも空位として再設置された。同年12月にはプロテストも開催され、3人が合格した。
2011年には西日本ボクシング協会がヘビー級新人王トーナメントを初開催し、樋高リオが初代ヘビー級新人王に就いた。加えて同年にはK-1でヘビー級タイトルを獲得した藤本京太郎のボクシング転向もあり、国内ヘビー級が活気付くようになった。これを受けて日本プロボクシング協会は2012年にヘビー級新人トーナメントを12月の全日本新人王決定戦と合わせる形で初開催することを発表していたが、結局は全日本新人王のプログラムとして行われ、初代全日本新人王に大相撲力士出身の大和藤中が輝いた。また、同年にはオケロ・ピーターが所属する緑ボクシングジムに竹原真敬も移籍して国内復帰を果たすことになった。同年6月付けで藤本京太郎が日本ヘビー級1位にランクされ、55年ぶりのランキング復活となった。2013年にも国内トーナメントを行われ、藤本が56年ぶりとなる日本ヘビー級王座を獲得。藤本は2017年に東洋太平洋、WBOアジア太平洋、それぞれのヘビー級王座も相次いで獲得し、JBC公認としては全階級通じても初となる地域三冠を達成した。また、藤本はWBOの世界ランキングで7位にランクされ、日本人ヘビー級ボクサーとして初めて主要4団体の世界ランキングにランキングされるという快挙を達成している。
しかし、2020年に藤本はボクシングを引退してK-1に復帰。前年に空位となった日本ヘビー級王座は上田龍が獲得したが、防衛戦の相手が見つからず再び空位になり、2022年に竹原虎辰が引退してからランキングも空白になってしまった。
2022年4月、アマチュア5冠の但馬ミツロが特例で8回戦デビューを果たすと日本ヘビー級1位にランクしランキングが復活した。しかし、防衛戦の相手を探すのは困難なのは変わらないため、2025年に返上されランキングも再び空白になった。打開策としてフェニックスプロモーションとDANGANの合同で「フェニックストーナメント・アジアヘビー級チャレンジカップ」を開催することになった。

## レスリング
レスリングでかつてヘビー級と呼ばれたものは、現在の120kg級に当たる。女子では72kg級をヘビー級と呼ぶ事も。

## キックボクシング
日本においては、ほぼ全団体共通で86.1kg以上をヘビー級と定めている。国際団体の場合、団体によって体重が異なる。
- 世界キックボクシング協会 (WKA) 90 - 95kg
- 国際競技空手協会 (ISKA) 91.9 - 96.4kg
- 国際キックボクシング連盟 (IKF) 88.7 - 97.7kg
- GLORYでは、+95kg。
- HEATのキックルールでは、-100㎏。

## K-1
K-1ではミドル級以外の階級を設けていなかったが、2007年よりボクシングのようなタイトルマッチ制度創設および選手の大型化に伴い、100kg以上をヘビー級とした。
グッドルーザー運営のいわゆる新生K-1では、ヘビー級において体重制限はない。

## 総合格闘技
ネバダ州アスレチック・コミッションの定める統一階級制度においては、205 - 265ポンド (93.0 - 120.2kg) が総合格闘技におけるヘビー級と定められている。これに従い、UFCを始めとする北米地域のほぼ全てのプロモーション、並びに世界中の多くの総合格闘技プロモーションにおいてこの区分が採用されている。日本においてはパンクラスがこの区分に従っており、またDREAM・SRC・PRIDEなど、下限（約93kg）が共通しているイベントも存在する。国際修斗コミッションは、91 - 100kgと規定している。リングスは90.0kg以上と規定していた。

## プロレス
プロレスの場合、多くの団体が概ね100kg以上をヘビー級としており、100kg以下をジュニアヘビー級またはクルーザー級などと呼んでいる。インディ団体など下の階級がない団体では無差別級となるが、これらもヘビー級として扱われる。

## ムエタイ
ムエタイでの契約ウェートは、190 - 209ポンド (86.183 - 94.801kg) 。クルーザー級とスーパーヘビー級の間の階級であり、全19階級中2番目に重い階級。世界ムエタイ評議会により規定されている。